# Феррари, Андрес
Андре́с Марти́н Ферра́ри Мальвье́ра (исп. Andrés Martín Ferrari Malviera; род. 3 января 2003, Саусе, Канелонес) — уругвайский футболист, нападающий клуба «Сент-Трюйден».

## Клубная карьера
Феррари — воспитанник клуба «Дефенсор Спортинг». 29 мая 2022 года в матче против «Депортиво Мальдонадо» он дебютировал в уругвайской Примере. 17 июля в поединке против «Данубио» Андрес забил свой первый гол за «Дефенсор Спортинг».

## Международная карьера
В 2023 году в составе молодёжной сборной Уругвая Феррари стал победителем молодёжного чемпионата мира в Аргентине. На турнире он сыграл в матчах против команд Ирака, Англии, Туниса, Гамбии, США, Израиля и Италии. В поединке против иракцев Андрес забил гол.

## Достижения
Международные
 Уругвай (до 20)
- Победитель молодёжного чемпионата мира — 2023